# Hrabovka
Hrabovka (ungarisch Szúcsgyertyános – bis 1907 Hrabovka) ist eine Gemeinde im Nordwesten der Slowakei mit 439 Einwohnern (Stand 31. Dezember 2024) und gehört zum Okres Trenčín, einem Teil des Trenčiansky kraj.

## Geographie
Die Gemeinde befindet sich in den Vorbergen der Weißen Karpaten auf einer Erhebung zwischen den Tälern Orechovská dolina und Súčanská dolina. Das Ortszentrum liegt auf einer Höhe von 315 m n.m. und ist sieben Kilometer von Trenčín entfernt.
Nachbargemeinden sind Dolná Súča im Norden, Skalka nad Váhom im Osten, Zamarovce im Süden und Trenčín im Süden und Westen.

## Geschichte
Hrabovka wurde zum ersten Mal 1423 als Hraboka schriftlich erwähnt. Im Spätmittelalter war das umliegende Gebiet Teil des Herrschaftsguts der einstigen Burg Súča, das zum Gesamtherrschaftsgebiet der Burg Trentschin gehörte. 1598 standen 14 Häuser im Dorf, 1828 zählte man 46 Häuser und 354 Einwohner, deren Haupteinnahmequelle Landwirtschaft war.
Bis 1918 gehörte der im Komitat Trentschin liegende Ort zum Königreich Ungarn und kam danach zur Tschechoslowakei beziehungsweise heute Slowakei.

## Bevölkerung
| Jahr                | 1994 | 2004    | 2014    | 2024    |
| ------------------- | ---- | ------- | ------- | ------- |
| Anzahl der Personen | 419  | 431     | 420     | 439     |
| Unterschied         |      | +2,86 % | −2,55 % | +4,52 % |

| Jahr                | 2023 | 2024    |
| ------------------- | ---- | ------- |
| Anzahl der Personen | 440  | 439     |
| Unterschied         |      | −0,22 % |

Nach der Volkszählung 2011 wohnten in Hrabovka 435 Einwohner, davon 411 Slowaken. 24 Einwohner machten keine Angabe zur Ethnie.
363 Einwohner bekannten sich zur römisch-katholischen Kirche, 3 Einwohner zur Evangelischen Kirche A. B. und ein Einwohner zur griechisch-katholischen Kirche. 34 Einwohner waren konfessionslos und bei 34 Einwohnern wurde die Konfession nicht ermittelt.